# Wadim Igorewitsch Palmow
Wadim Igorewitsch Palmow (russisch Вадим Игоревич Пальмов; * 13. Dezember 1962 in Swerdlowsk, Sowjetunion) ist ein russischer Pianist.
Er studierte bei Natan Jefimowitsch Perelman in Sankt Petersburg und ist seither durch seine Auftritte im Gebiet der ehemaligen Sowjetunion und im westlichen Ausland bekannt geworden. Als Solist konzertierte er mit führenden Sinfonieorchestern. Seine künstlerischen Interessen reichen von Bach bis Beethoven, von Chopin bis hin zur Klaviermusik des 20. Jahrhunderts. Unter allen Gattungen des Ensemblespieles bevorzugt der Pianist das Klavierduo. Seit Jahren spielt er Duos mit dem bekannten Petersburger Komponisten und Pianisten Wadim Bibergan und seit einiger Zeit mit seinem Sohn Igor Palmow.
Wadim Palmow betätigt sich auch als Organisator von Festspielen. Seit 2005 ist er künstlerischer Leiter des Anton-Rubinstein-Festivals in St. Petersburg und seit 2007 Dozent an der Hochschule für Musik Karlsruhe.